# Cirilo Solalinde
José Cirilo Solalinde González (Asunción, 28 de enero de 1832-10 de enero de 1923) fue un médico, militar y político paraguayo que participó en la guerra de la Triple Alianza. Es recordado por haber sido el médico personal del mariscal López, a quien salvó en más de una ocasión durante el conflicto bélico. En la posguerra ocupó distintos cargos políticos en la capital del país, ayudando significativamente con la reconstrucción del país.
Fue el único político paraguayo que protestó y se opuso firmemente a la firma del tratado de límites con Brasil en 1872 (Tratado de Loizaga-Cotegipe), hecho que lo condenó por un tiempo al ostracismo. También fue uno de los fundadores del Partido Liberal en 1887.

## Biografía

### Primeros años y familia
Cirilo pasó sus primeros años de vida en la ciudad de Asunción. Sus padres fueron: Joaquín García de Solalinde y Felipa González. Quienes tuvieron 8 hijos: Clara, Felipa Carmela, Francisca, Dolores, José Antonio, Manuel, Cirilo y Joaquín Solalinde; estos tres últimos combatirían luego en la guerra de la Triple Alianza.

### Inicios como médico
En 1857, con 25 años de edad, Solalinde entró en la Sanidad Militar del ejército, empezando primeramente como practicante farmacéutico. Luego realizó un curso de medicina, dirigido por los médicos europeos William Stewart, Skinner, Fox y Barton, quienes fueron traídos por Carlos Antonio López.
En el año 1862 Cirilo Solalinde ya recibido como médico fue nombrado director del Hospital Militar de Asunción.

### Guerra de la Triple Alianza
En noviembre de 1864, Paraguay le declara la guerra a Brasil y en marzo de 1865 le declara la guerra a Argentina, iniciando así la guerra de la Triple Alianza, entre Paraguay contra la alianza de Brasil, Argentina y Uruguay.

#### Campaña de Humaitá
Dentro de ese contexto, Solalinde se trasladó al cuartel general de Paso Pucú. El 5 de mayo de 1865, según describe el periódico El Semanario, le fue otorgado la estrella de caballero de la Orden Nacional del Mérito.
En 1866, luego de la batalla de Curupayty Solalinde fue ascendido al cargo de jefe de los servicios médicos del Gran Cuartel General.
En 1867, surgió una epidemia de cólera, que incluso llegó a afectar gravemente al mariscal Francisco Solano López, que casi murió por ello, pero Solalinde logró salvarlo a él y a muchos otros soldados y oficiales paraguayos.

#### Campaña de Pikysyry
En diciembre de 1868, luego de los Tribunales de San Fernando, el Dr. Solalinde trató de curar a algunos de los sentenciados que se encontraban heridos o enfermos , entre ellos a José Berges, Saturnino Bedoya y otros civiles afectados; por lo que Solalinde es recordado por su labor humanitaria como médico por algunos autores como Manuel Ávila y Juan Crisóstomo Centurión.
En la batalla de Itá Ybaté fueron movilizados todos los hombres que pudieran combatir, por lo que Cirilo Solalinde combatió con el rango de capitán, al mando de un batallón.

#### Campaña de las Cordilleras
En el campamento de Cerro León el Dr. Solalinde fue ascendido al rango de mayor. En San Estanislao, fue promovido a teniente coronel. El Dr. Solalinde siguió a los restos del ejército principal de López en su retirada hacia Cerro Corá. Poco antes del Combate de Cerro Corá, el Dr. Solalinde y otros paraguayos que se encontraban buscando comida en la zona de la entrada de la picada del Chirigüelo cayeron prisioneros por una columna avanzada del ejército brasileño.
Luego de ese combate la guerra terminó y al igual que otros paraguayos, Solalinde fue trasladado como prisionero de guerra a Concepción, luego a Asunción y finalmente a Brasil, donde estuvo unos meses hasta que fue liberado a mediados de 1870.
Algunos autores tardíos y detractores de Solalinde lo trataron de presentar como desertor o traidor del Mariscal López en Cerro Corá, pero existen suficientes testimonios, hechos y elementos que descartan tal acusación sin fundamento.

### Posguerra
Una vez de vuelta en Paraguay, Solalinde ocupó distintos cargos políticos, ayudando grandemente con la reconstrucción y reorganización del país.
En 1870 fue elegido como convencional de Villa del Rosario en la Asamblea Nacional Constituyente, donde se promulgó una nueva constitución, también integró la Comisión Permanente hasta la instalación del primer congreso en el que fue senador.
En 1872 fue el único político paraguayo que se opuso a la firma del tratado de límites con Brasil en 1872 donde Paraguay cedía todos los territorios en disputa, este hecho hizo que se ganara enemigos y recibiera muchas amenazas, lo cual lo llevó al ostracismo por un tiempo.
En 1885 fue uno de los fundadores y primer presidente de la Asociación Rural del Paraguay, la cual sigue vigente hasta hoy en día con sede en la ciudad de Mariano Roque Alonso.
En 1887, fue uno de los fundadores y dirigentes del partido liberal, formando parte de las primeras comisiones y congresos de este partido político.
Tiempo después se casó con Ana Falcón (hija del diplomático José Falcón) con quien tuvo descendencia.
Vivió un tiempo en Villeta, donde aún se conserva su casa en frente de la Plaza central de la ciudad. Su casa fue la "base de operaciones" o "casa de gobierno" de los liberales durante la revolución de 1904.

Casa de Cirilo Solalinde en Villeta.

### Últimos años y muerte

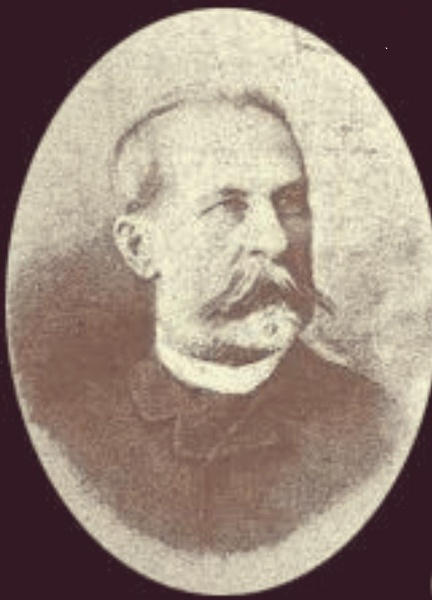
Cirilo Solalinde durante la posguerra.

Estuvo entre Villeta y Asunción, sirviendo siempre a la sociedad como un respetado médico, político y vocero del partido liberal, hasta que en 1920 se retiró de la vida pública.
Pasó sus últimos años de vida rodeado de su familia, hasta que el 10 de enero de 1923 falleció de muerte natural a los 90 años de edad. Fue enterrado en el Cementerio de la Recoleta de Asunción, donde descansan sus restos hasta la actualidad. En su panteón figura una placa con las palabras "Sirvió a la patria".

## Homenajes
En su honor, fue nombrada la localidad de Doctor Cirilo Solalinde del Departamento de Alto Paraguay, ubicada en el km 192 de la Ruta PY015 "Bioceánica".
También el Edificio Cirilo Solalinde, que es la oficina administrativa de Fundassa (Fundación Servicios de Salud Animal) ubicada en el predio de la Asociación Rural del Paraguay en Mariano Roque Alonso lleva su nombre en su homenaje.